# Willibecher

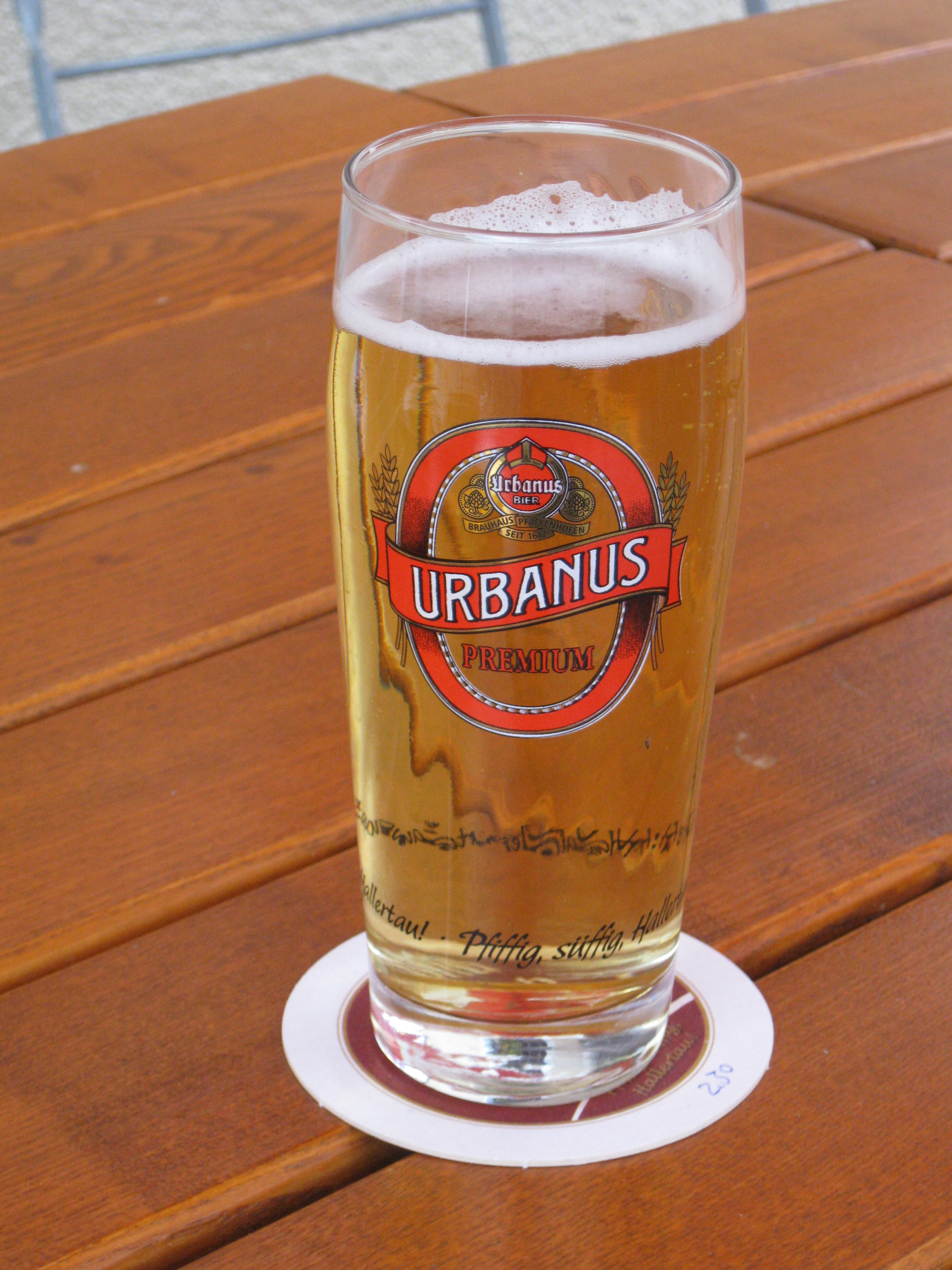
Willibecher

Een willibecher, ook wel willybecher, is sinds 1954 een standaardmaat drinkglas in Duitsland. In het typische ontwerp, is het glas op 80% vanaf de bodem het breedst en daarmee biconisch van vorm.
De Willibecher wordt in maten van 0,2 l, 0,25 l, 0,3 l, 0,4 l en 0,5 l geproduceerd.

## Geschiedenis
Tijdens de wederopbouw ontstond een behoefte aan eenvoudig te produceren glaswerk. Voor die tijd werd bier met name gedronken uit bierpullen. Volgens een anekdote was het Willy Steinmeier, medewerker van Ruhrglas GmbH in Essen, die in 1954 de eenvoudig te produceren willibecher heeft ontworpen.
Het glas wordt door veel brouwerijen in Duitsland als standaard beschouwd en is vandaag de dag het meest geproduceerde bierglas in Duitsland.